# Fury (2014)
Fury is een Amerikaanse oorlogsfilm uit 2014, geregisseerd, geschreven en geproduceerd door David Ayer. De hoofdrollen zijn gespeeld door Brad Pitt, Shia LaBeouf en Logan Lerman. 

## Verhaal
De film toont een dag in het leven van de bemanning van een M4 Sherman tank (laat-model, met 76mm kanon en HVSS), genaamd Fury. Het is een ruige film, zich afspelend tegen het eind van de oorlog, die de bedoeling heeft te laten zien hoe zwaar Amerikaanse tankbemanningen het in de Tweede Wereldoorlog hadden, vooral wanneer ze het op moesten nemen tegen de technisch betere Duitse tanks.
De acteurs werden voorafgaand aan de film uitgebreid voorbereid, waarbij ze zelfs een tijdje in de tank leefden. De film werd opgenomen in het Verenigd Koninkrijk, met tanks geleend uit The Tank Museum.

## Rolverdeling
| Acteur              | Personage                |
| ------------------- | ------------------------ |
| Brad Pitt           | Don 'Wardaddy' Collier   |
| Shia LaBeouf        | Boyd 'Bible' Swan        |
| Logan Lerman        | Norman 'Machine' Ellison |
| Michael Peña        | Trini 'Gordo' Garcia     |
| Jon Bernthal        | Grady 'Coon-Ass' Travis  |
| Jason Isaacs        | Captain Waggoner         |
| Brad William Henke  | Sergeant Davis           |
| Jim Parrack         | Sergeant Binkowski       |
| Xavier Samuel       | Lieutenant Parker        |
| Scott Eastwood      | Sergeant Miles           |
| Kevin Vance         | Sergeant Peterson        |
| Anamaria Marinca    | Irma                     |
| Alicia von Rittberg | Emma                     |